# Alvilda Larsen
Alvilda Marie Louise Larsen Møller, född 6 september 1914 i Slesvig, död 24 april 1974 i Værløse, var en dansk journalist och politiker för Danmarks Kommunistiske Parti.

## Tidiga år och ockupationen 1940–1945
Alvilda Larsen växte upp i ett arbetarhem och var dotter till Louise Christine Münster och målaren Hans Christian Lauritz Larsen, som också var ordförande för Malernes Fagforening i Köpenhamn och en för tiden känd kommunist. Alvilda Larsen tog mellanskoleexamen 1931 och arbetade som kontorist. Hon anslöt sig till Danmarks Kommunistiske Ungdom (DKU) och 1935 gick hon med i Danmarks Kommunistiske Parti (DKP). Från 1934 satt hon i DKU:s förbundsstyrelse, från 1936 som förbundsordförande, och var redaktör för DKU:s tidning Fremad 1937–1940. Från 1937 var hon även ledamot av DKP:s centralkommitté. 1939 gifte hon sig med fackföreningsordförande Frederik "Fritz" Møller, som hade stridit som frivillig på de spanska republikanernas sida i spanska inbördeskriget, och med vilken hon fick dottern Lole 1942.
Efter att Polen hade blivit invaderat av Nazityskland år 1939 beklagade Larsen att flera danska kommunister trodde att det var Adolf Hitler som bar skulden för överfallet. År 1941 innebar dock en vändpunkt för Larsen och Danmarks alla kommunister. Danmark var sedan 9 april 1940 ockuperat av Nazityskland och 1941 beordrade den tyska ockupationsmakten den danska samlingsregeringen att förbjuda DKP och internera dess medlemmar. Larsen blev arresterad och internerad i Vestre Fængsel. Efter ett par månader blev hon dock frisläppt då hon hade insjuknat i tuberkulos. 1943 flydde hon till Sverige på grund av de tilltagande förföljelserna av kommunister och andra politiska motståndare från den tyska ockupationsmaktens sida. Under sin vistelse i Sverige upprätthöll hon kontakten med Sovjetunionen för partiets räkning genom landets ambassad i Stockholm. Hon var även DKP:s representant i den samlade danska motståndsrörelsen och under vistelsen i Sverige kom hon även att hjälpa andra danska flyktingar, bland annat med hjälp av arkitekten och partikollegan Edvard Heiberg. Larsens make deporterades till det tyska koncentrationslägret Stutthof i Polen, men överlevde och återvände till Danmark efter krigsslutet.

## Tiden efter befrielsen 1945
Danmark blev befriat från den tyska ockupationen den 5 maj 1945. Efter att det bland flera ungdomspolitiker, på tvärs av partitillhörighet, i Köpenhamn hade tagits ett beslut om att det den 17 maj, Norges nationaldag, skulle hållas en stor manifestation om Danmarks framtid blev Larsen dess första talare. Hon framhävde i sitt tal att det var ungdomen som hade skrivit historia: 
| ” | I självaste Gestapos tortyrkammare trotsade den (ungdomen, red.) fienden (...) Nu får vi inte slacka, utan skynda oss med att rensa ut, också i våra egna sinnen, i vilka allt det som nazismen kan ha etsat sig fast i oss måste utrotas. Vi tolererar ingen vekhet, inget medlidande. Och vi kommer i synnerhet inte att tolerera att man låter de stora slynglarna gå fria och att man bara hänger de små. | „ |

DKP hade varit ett förbjudet parti under hela ockupationstiden. Partiet representerades åter i Folketinget efter krigsslutet 1945 då det genom en särskild lag tilldelades de tre mandat som det danska nazistpartiet hade innehaft under perioden 1943–1945. Larsen blev ställföreträdare för partikamraten Alfred Jensen, som nu tilldelats trafikministerposten i den nya samlingsregeringen, och hon blev därmed en av partiets folketingsledamöter under denna övergångsperiod. Under denna tid blev hon den första kvinnliga ledamoten av finansutskottet. Alvilda Larsen var därefter folketingsledamot under mandatperioderna 1947–1950 och 1953–1957. Under perioden 1946–1954 var hon även ledamot i Frederiksbergs kommunfullmäktige. Hon väckte uppståndelse i Folketinget under våren 1948 då den säkerhetspolitiska debatten var som mest intensiv. Hon stödde sitt partis linje, som såg kommunisternas maktövertagande i Tjeckoslovakien som "en stor seger för folkets, demokratins och socialismens krafter i hela världen". Larsen uttryckte att hon, som sann kommunist, önskade att något liknande skulle ske i Danmark.
Tillsammans med Ragnhild Andersen var Alvilda Larsen en av partiets mest framträdande politiker under efterkrigstiden och de utövade bland annat ett avgörande inflytande över partiets ståndpunkter inom socialpolitiken samt kvinnopolitiska frågor. I egenskap av partiets kvinnopolitiska ledare var hon delaktig i arrangemanget av Kvinnornas Världskongress i Köpenhamn 1953 och 1960. Hon var även engagerad i fredsfrågor och var engagerad inom DDK, som var den danska underavdelningen till Kvinnornas Demokratiska Världsförbund och som i Danmark var starkt påverkad av DKP. Efter att ha lämnat Folketinget 1957 arbetade hon som journalist på tidningen Land og Folk till 1966. Under perioden 1956–1958 drabbades DKP av intern splittring som ledde till att partiledaren Aksel Larsen uteslöts och istället lät bilda Socialistisk Folkeparti. Alvilda Larsen stöttade den falang inom DKP som var trogen Moskva och stannade därmed kvar i partiet. Dock lämnade hon sina uppdrag i tidningen och i centralkommittén efter en strid med den nye partiledaren Knud Jespersen. Fram till sin död var Larsen kurslärare för Boligselskabernes Landsforening.